# Onthophagus mpassa
Onthophagus mpassa är en skalbaggsart som beskrevs av Walter 1982. Onthophagus mpassa ingår i släktet Onthophagus och familjen bladhorningar. Inga underarter finns listade i Catalogue of Life.